# Gli angeli piangono
Gli angeli piangono è un romanzo d'avventura di Wilbur Smith.
È il 1895: le profezie della Umlimo, la strega che vive in un antro delle Colline Matopos, si avverano: ai flagelli naturali della peste bovina fa seguito la guerra tra bianchi e indigeni insorti. Ralph Ballantyne dovrà imbracciare le armi contro Bazo, suo amico di infanzia che guida la rivolta. Ottant'anni dopo, su quello stesso terreno, i discendenti dei personaggi di allora si scontrano di nuovo: i cugini Roland Ballantyne e Craig Mellow (entrambi nipoti di Jonathan Ballantyne, figlio di Ralph), uniti dall'amore per la stessa donna, accantonano le rivalità per combattere, fianco a fianco, i guerriglieri nazionalisti dello Zimbabwe capeggiati da Tungata Zebiwe, Colui-checerca-giustizia, il pronipote di Bazo.

## Edizioni
- Wilbur Smith, Gli angeli piangono, traduzione di Roberta Rambelli, collana TEA, Longanesi, 1994,  p. 560, ISBN 88-7819-664-9.

- Wilbur Smith, Gli angeli piangono, traduzione di Roberta Rambelli, Teadue, TEA, 1994,  pp. 551, ISBN 9788878196643.

- Wilbur Smith, Gli angeli piangono, traduzione di Roberta Rambelli, Best TEA, TEA, 2009,  p. 463, ISBN 9788850219544.

- Wilbur Smith, Gli angeli piangono, traduzione di Roberta Zuppet, HarperCollins, 16 luglio 2020, ISBN 978-88-690-5777-9.